# The Turn (Live)
The Turn è l'ottavo album in studio del gruppo musicale rock statunitense Live, pubblicato nel 2014. 
Si tratta del primo album col cantante Chris Shinn.

## Tracce
1. Siren's Call – 4:10
2. Don't Run to Wait – 3:47
3. Natural Born Killers – 4:36
4. 6310 Rodgerton Dr. – 4:09
5. By Design – 4:20
6. The Way Around Is Through – 4:52
7. Need Tonight – 4:11
8. The Strength to Hold On – 5:32
9. We Open the Door – 4:52
10. He Could Teach the Devil Tricks – 4:09
11. Till You Came Around – 4:42

## Formazione
- Patrick Dahlheimer – basso
- Chad Gracey – batteria
- Chris Shinn – voce, chitarra
- Chad Taylor – chitarra